# Demósthenes
Demósthenes, właśc. Demóstenes Correia de Syllos (ur. 17 stycznia 1892 w Casa Branca, zm. 11 sierpnia 1961 w São Paulo) – piłkarz brazylijski grający na pozycji napastnika.
Demósthenes karierę piłkarską rozpoczął w 1910 roku w klubie Mackenzie São Paulo, w którym grał do 1914 roku. W 1915 przeszedł do lokalnego rywala AA das Palmeiras São Paulo, w którym grał do końca kariery, którą zakończył w 1921 roku.
Jako piłkarz Palmeiras wziął udział w turnieju Copa América 1916, czyli pierwszych w dziejach oficjalnych mistrzostwach kontynentalnych. Brazylia zajęła trzecie miejsce, a Demósthenes zagrał tylko w inauguracyjnym meczu - z Chile 1-1, w którym strzelił jedyną bramkę dla Brazylii. Był to jedyny jego mecz w barwach canarinhos.